# Сирота (Молдова)
Сирота (рум. Sirota) — село в Оргеевском районе Республики Молдова. Наряду с сёлами Крихана и Верхние Кукурузены входит в состав коммуны Крихана.

## География
Село расположено на высоте 109 метров над уровнем моря.

## Население
По данным переписи населения 2004 года, в селе Сирота проживает 542 человека (273 мужчины, 269 женщин).
Этнический состав села:
| Национальность | Число жителей | Процентный состав |
| -------------- | ------------- | ----------------- |
| молдаване      | 527           | 97.23             |
| румыны         | 9             | 1.66              |
| русские        | 4             | 0.74              |
| украинцы       | 1             | 0.18              |
| прочие         | 1             | 0.18              |
| Всего          | 542           | 100 %             |

## Известные уроженцы
- Муравский, Валерий Фёдорович (1949—2020) — советский и молдавский политический и государственный деятель, предприниматель. Премьер-министр Республики Молдова (1991—1992).